# Malicorne-sur-Sarthe
Malicorne-sur-Sarthe település Franciaországban, Sarthe megyében. Lakosainak száma 1881 fő (2022. január 1.). Malicorne-sur-Sarthe Noyen-sur-Sarthe, Arthezé, Bousse, Courcelles-la-Forêt, Dureil, Mézeray és Parcé-sur-Sarthe községekkel határos.

## Népesség
A település népességének változása:
| Lakosok száma | 1934 | 1912 | 1947 | 1905 | 1895 | 1884 | 1882 | 1882 | 1881 |
|               | 2013 | 2015 | 2016 | 2017 | 2018 | 2019 | 2020 | 2021 | 2022 |

## Híres szülöttei
- Maurice Barrier (1932–2020) francia színész